# Saltério
Um saltério é um livro contendo o Livro dos Salmos (150 Salmos), muitas vezes utilizado nas devoções judaica e cristã. Foi criado para ser utilizado nos Mosteiros e Conventos para o Ofício Divino, na recitação das Horas Canônicas, desde as épocas em que o monaquismo foi estabelecido pelo Patriarca São Bento de Núrsia. Também chamado de Livro de Horas, durante a Idade Média, o saltério era um livro amplamente difundido e era utilizado para aprender a ler. Propriedade de leigos e ricos, os Livros de Horas eram ricamente iluminados, exemplos espetaculares de cultura e arte medieval.

## O Saltério Católico
O Saltério da Igreja Católica foi desenvolvido no Ocidente no início do século VIII. E foi amplamente ilustrado sendo que o Saltério é um dos mais importantes e permanentes manuscritos carolíngios que exerceu uma grande influência sobre o desenvolvimento posterior do povo na Dinastia Carolíngia, de Carlos Magno. Na Idade Média os saltérios estavam entre os mais populares tipos de livros de iluminuras, só rivalizado pelo Livro dos Evangelhos, do qual assumiu progressivamente como o tipo de manuscrito escolhido para as iluminuras de luxo. A Partir do final do século XI tornou-se particularmente difundido e popular o livro, pois Salmos eram recitados pelo Clero em vários pontos da Liturgia, assim os saltérios eram uma parte essencial do Material litúrgico-devocional nas grandes Igrejas. 
Vários esquemas diferentes existiram para o arranjo dos Salmos em grupos, pois como os 150 salmos dos saltérios medievais, frequentemente incluídos a um calendário, uma Ladainha de Todos os Santos, Cânticos do Antigo Testamento e do Novo Testamento, e textos devocionais entre outros. A seleção dos Santos mencionados no calendário e na ladainha variaram muito e muitas vezes podem dar pistas quanto à propriedade original do manuscrito, uma vez em que os Mosteiros de diferentes Ordens Religiosas podiam estabelecer especial recitação litúrgica-salmódica para seus Santos Patronos.
Saltérios foram muito profusamente iluminados com iluminuras e capitulares na página inteira, assim como as iniciais bem decoradas. Das iniciais o mais importante é normalmente o chamado "Beatus inicial", com base na letra "B" das palavras Beatus Omnes … ("Bem-aventurado é o homem…") no início do Salmo 1. Este foi dado geralmente a decoração mais elaborada em um saltério iluminado, com muitas vezes levando uma página inteira para a letra inicial ou duas primeiras palavras. Iniciais historiadas ou de página inteira também foram usadas para marcar o início das três divisões principais dos Salmos, ou as várias leituras diárias, que podem ter ajudado os usuários a navegar para a parte relevante do texto (livros medievais quase nunca tinha números de páginas). Nos Saltérios, especialmente a partir do século XII, incluíram ricamente decorado "ciclos prefaciais" – uma série de iluminações de página inteira anterior a um Salmo, geralmente ilustrando a história da Vida Bíblica de Cristo ou da Virgem Maria, embora alguns também com narrativa do Antigo Testamento. Essas imagens ajudaram a elevar o status do livro, mas que também servem como auxiliares para a contemplação na prática da devoção pessoal, e para ajudar a compreender o texto já que o analfabetismo na era Medieval era alto.
O Saltério também foi usado na Liturgia das Horas, o Ofício Divino recitando os 150 Salmos em duas semanas ou em quatro, seguindo as Horas Canônicas: Vigílias, Laudes, Terça, Sexta, Noa, Vésperas e Completas.

## O Saltério calvinista
Uma das principais mudanças propostas pelos reformadores do século XVI foi relativa a aspectos da liturgia e da música. Lutero defendeu o canto congregacional e a forma coral, especialmente com a criação de hinos. Calvino tinha visão diferente, pois defendia que "somente a palavra de Deus é digna de ser cantada". Para tanto empreendeu a produção de um 'Saltério' em francês, que ficou conhecido como "Saltério Genebrino", devido à cidade em que Calvino atuou como reformador. Tal coletânea consistiu em traduções para o francês dos Salmos bíblicos (disponíveis em hebraico ou em latim), que receberam versões metrificadas de poetas como Clement Marot e música de compositores como Louis Bourgeois, sobre as quais Claude Goudimel compôs obras estilizadas. Durante a maior parte do tempo as igrejas de tradição calvinista mantiveram-se fiéis ao uso exclusivo do "Saltério Genebrino" como livro de cânticos litúrgicos. Somente ao final do século XVIII é que a realidade dos avivamentos proporcionou a introdução dos hinários nas igrejas de matriz calvinista (como os presbiterianos, congregacionais, batistas, anglicanos e metodistas).